# Claudio Meirelles
Claudio Olinto Meirelles (Goiânia, 6 de novembro de 1960) é um político brasileiro, filiado ao Agir. Atualmente, é deputado estadual de Goiás.

## Biografia
O deputado Cláudio Meirelles tem no sangue a tradição política na família. Filho do advogado e ex-deputado Olinto Meirelles, este também é sobrinho do ex-deputado Jesus Meirelles e tem três irmãos que atuam na advocacia.
Cláudio Meirelles cresceu em meio a discussões políticas. Com dois anos de idade, em 1962, presenciou seu pai se eleger deputado estadual e depois ser cassado durante o golpe militar de 1964.
Mais tarde, com seis anos, assistiu a bandeira política ser passada para o tio, Jesus Meirelles, eleito deputado estadual por quatro mandatos, sendo presidente da Assembleia Legislativa em três deles. Contudo, Cláudio Meirelles, só se interessou pela carreira política depois de formado, quando lançou sua primeira candidatura, vitoriosa, a vereador de Goiânia em 1993.
O então eleito vereador de Goiânia permaneceu com título por quatro mandatos (1993-1996; 1997- 2000; 2001-2004; 2005-2006) chegando a ser presidente da Câmara Municipal nos anos de 2005 e 2006.
Cláudio Meirelles conquistou autonomia perante os órgãos públicos e lideranças políticas, além de manter firme compromisso em defesa do povo goiano. Sendo assim, concorreu ao cargo de deputado estadual, o qual foi eleito em 2006 com 29.747 votos. Em 2010 foi reeleito com 26.733 votos; em 2014 com 36.176 votos, reeleito em 2018, com 36.502 votos.
Na 18ª Legislatura (2015-2019), na Assembleia Legislativa, Cláudio Meirelles atuou como titular das comissões de Desenvolvimento, Ciência e Tecnologia; Segurança Pública e Tributação, Finanças e Orçamento.
Também foi suplente das comissões de Agricultura, Pecuária e Cooperativismo; Constituição, Justiça e Redação; e Organização dos Municípios. Foi presidente da Comissão Parlamentar de Inquérito (CPI) da Goiás Turismo.
Líder atuante na casa legislativa, Cláudio Meirelles tem uma linha política de atuação diversificada, em que atua nas áreas de segurança pública, educação, saúde, meio ambiente, direitos humanos, tecnologia, turismo, obras públicas,  entre outras.

Preocupado com a população goiana, o deputado Cláudio Meirelles faz questão de representar várias cidades do Estado, em diferentes regiões, evitando monopolizar representatividade numa única região.